# Adinandra brefeldii
Adinandra brefeldii är en tvåhjärtbladig växtart som beskrevs av Sijfert Hendrik Koorders. Adinandra brefeldii ingår i släktet Adinandra och familjen Pentaphylacaceae. Inga underarter finns listade i Catalogue of Life.